# Amanita onusta
Amanita onusta é um fungo que pertence ao gênero de cogumelos Amanita na ordem Agaricales. Produz um corpo de frutificação cujo píleo ("chapéu") é branco-acinzentado e atinge até 10 cm de diâmetro. Sua superfície é coberta por pequenas verrugas cônicas ou piramidais, além de pequenas escamas achatadas de cor cinza. O tronco, que também é cinza, mede até 12 cm de altura e 1,5 cm de espessura. Possui um bulbo na base e pode enraizar profundamente no solo. O cheiro do cogumelo foi descrito como leve a "um pouco desagradável", parecido com o do "hipoclorito de cálcio", que é similar ao odor de alguns desinfetantes para banheiro contendo lixívia.
O cogumelo foi descrito pela primeira vez pelo micologista norte-americano Elliot Calvin Howe em 1874. Na época, foi batizado de Agaricus onustus. Mais tarde, em 1891, o italiano Pier Saccardo transferiu a espécie para o gênero Amanita, formando o nome binomial aceito hoje. Na natureza, é encontrado principalmente nos Estados Unidos, mas sua área de distribuição vai desde a Nova Escócia, no Canadá, até bem mais ao sul, já em território mexicano. Os cogumelos crescem solitários ou espalhados pelo chão de florestas mistas de carvalhos, castanheiras e árvores do gênero Carya, formando ligações micorrízicas com estes vegetais. Têm preferência por solos arenosos ou não-compactados. É classificado como um fungo "possivelmente venenoso" e seu consumo não é recomendado.

## Taxonomia
Amanita onusta foi descrita cientificamente pela primeira vez em 1874 pelo micologista americano Elliot Calvin Howe. Na época, foi batizada como Agaricus onustus. Mais tarde, em 1891, o italiano Pier Andrea Saccardo transferiu a espécie para o gênero Amanita. Cornelis Bas, especialista em cogumelos amanitas, em sua extensa monografia de 1969 sobre o gênero, colocou a espécie na estirpe Microlepis, subseção Solitariae, seção Lepidellus. Este agrupamento de espécies amanitas também inclui A. abrupta, A. atkinsoniana, A. costaricensis (um nome provisório de autoria de Tulloss, Halling, & G.M. Muell.), A. nitida (conforme Coker descreveu a espécie) e A. sphaerobulbosa.
O epíteto latino onustusa significa "carregada, de transporte de carga, sobrecarregada", um adjetivo derivado de onus, que quer dizer "fardo" (a mesma palavra que deu origem ao termo "ônus"). A. onusta é vulgarmente conhecida nos países de língua inglesa como loaded Lepidella, e gunpowder Lepidella.

## Descrição

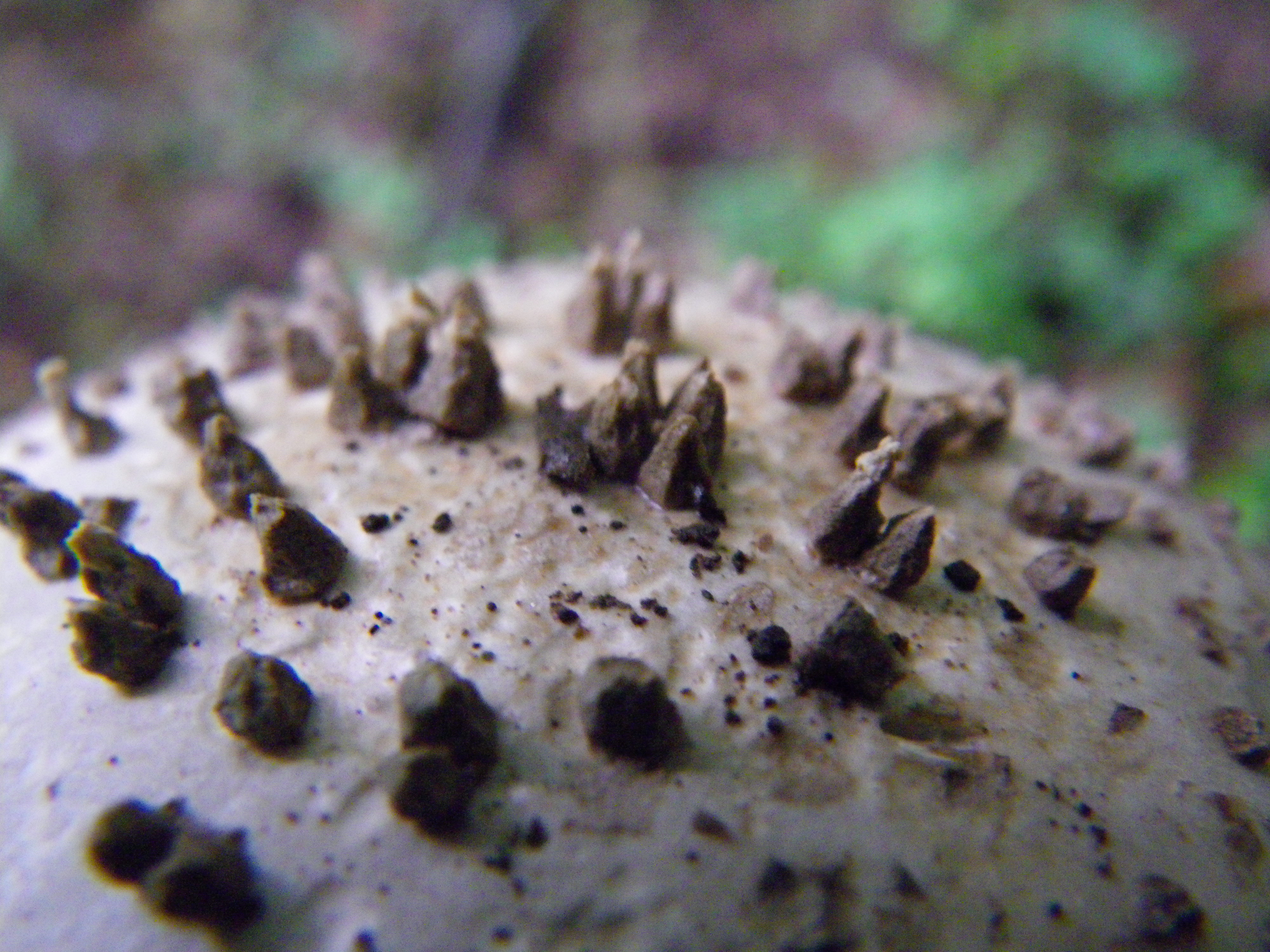
Detalhe da superfície do píleo.

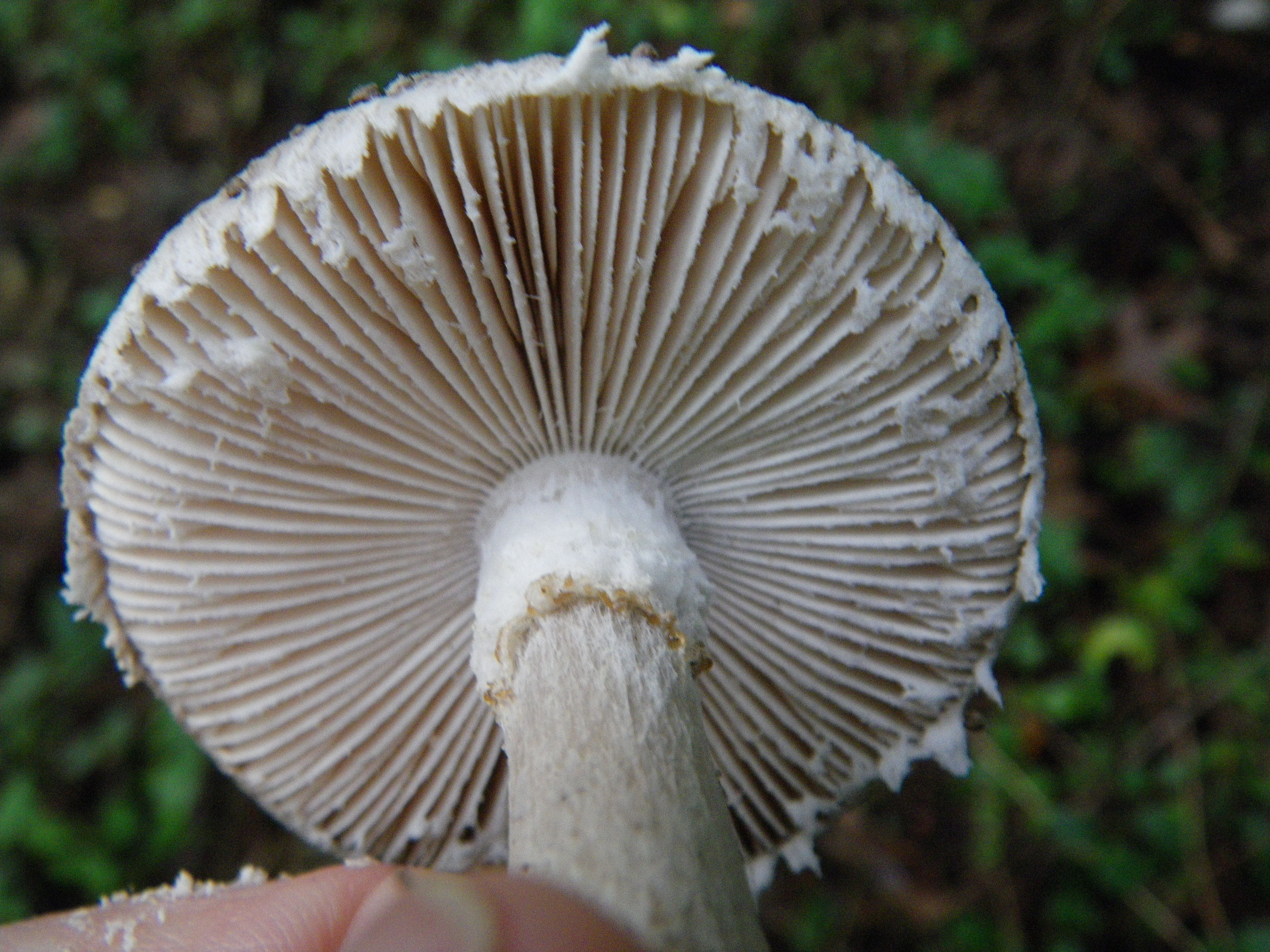
Fragmentos do véu pendurados na margem do píleo.

Os corpos de frutificação de Amanita onusta têm píleos que são inicialmente convexos, mas que se achatam a medida que amadurecem, alcançando diâmetros de 5 a 10 centímetros. A superfície do "chapéu", com uma tonalidade branca-acinzentada, é ornamentada com verrugas cônicas ou piramidais, ou com pequenas escamas achatadas e simetricamente organizadas, cuja cor é cinza, embora possa ter um aparência amarronzada ou alaranjada. Tais estruturas são abundantes em toda a superfície do píleo. As escamas estão menos apinhadas próximo da borda da chapéu, cuja margem não tem estrias, e normalmente é franjada com remanescentes do véu parcial. As lamelas, situadas na face inferior do chapéu, estão próximas umas das outras, e podem ser livres ou estreitamente ligadas à estipe. Elas são brancas ou cor de creme, e intercalam-se com lamélulas (lamelas curtas que não se estendem completamente a partir margem do chapéu até a estipe). As lamelas podem parecer estar encharcadas.
A estipe mede de 5,5 a 12 cm de comprimento e 0,6 a 1,5 cm de espessura, se afunilando ligeiramente para cima. É sólida, cinzenta a cinza-amarronzada próximo da base, mais pálida em direção ao topo, e aparenta ser algodonosa ou peluda (fibrilosa). O bulbo na base da estipe tem a forma aproximada de fuso ou de nabo, e pode enraizar profundamente no solo, especialmente se o solo não estiver compactado. O véu parcial, de curta duração, é branco, e ligado logo abaixo do topo da estipe. É pegajoso e na maturidade muitas vezes se liga à parte superior da estipe, ou pode ter alguns poucos restos pendurados a partir da margem do chapéu. Os restos do véu universal estão dispostos em fileiras de verrugas e em grupos de pequenas escamas de cor cinza a cinza-amarronzado sobre a parte superior do bulbo; abaixo deste, a cor é branco-sujo. A carne é firme e branca. Os corpos de frutificação podem variar em cheiro de leve a "um pouco desagradável". O odor foi descrito como semelhante a "hipoclorito de cálcio", um cheiro parecido com o de alguns desinfetantes para banheiro contendo lixívia.

### Características microscópicas
Vistos em depósito, como numa impressão de esporos (técnica utilizada na identificação de fungos), os esporos são brancos. Ao microscópio, os esporos aparecem amplamente elipsoides ou alongados, translúcidos, de paredes finas, amiloides, e têm dimensões de 8,3 a 11,6 por 4,9 a 6,6 micrômetros (µm). Os basídios (células que carregam os esporos) medem 38 a 46 por 9 a 11 µm, têm forma de trevo, a maioria com 4 esporos cada, mas alguns com 2 ou 3, e possuem clamps. Os queilocistídios (cistídios encontrados na margem das lamelas) medem 23,3 a 31,5 por 11,6 a 15,7 µm, são elipsoides, e suas células têm forma de trevo ou de pera, formando pequenas fileiras. A cutícula do píleo tem até 168 µm de espessura, é gelatinizada e composta de hifas entrelaçadas de paredes finas que medem 2 a 5,3 µm de diâmetro. Fíbulas estão presentes nas hifas desta espécie. Elas formam ramos curtos que ligam uma célula a outra permitindo a passagem dos produtos da divisão nuclear.

## Espécies semelhantes
Amanita onusta pode ser confundida com A. cinereoconia pois a superfície do chapéu também tem restos cinzentos e quebradiços do véu. Mas é possível diferenciá-los porque A. cinereoconia não tem fíbulas, seu chapéu é verrucoso a lanoso com aspecto "polvilhado", e não há verrugas nem escamas na base da estipe. Além disso, não tem o aroma de hipoclorito de cálcio do A. onusta. Outra espécie semelhante é A. costaricensis, mas é encontrada somente na Costa Rica. A. atkinsoniana, um outro cogumelo da América do Norte, tem verrugas mais curtas e dispostas mais espaçadas do que aquelas de A. onusta, e as verrugas no bulbo basal estão arranjadas em fileiras paralelas.

## Comestibilidade

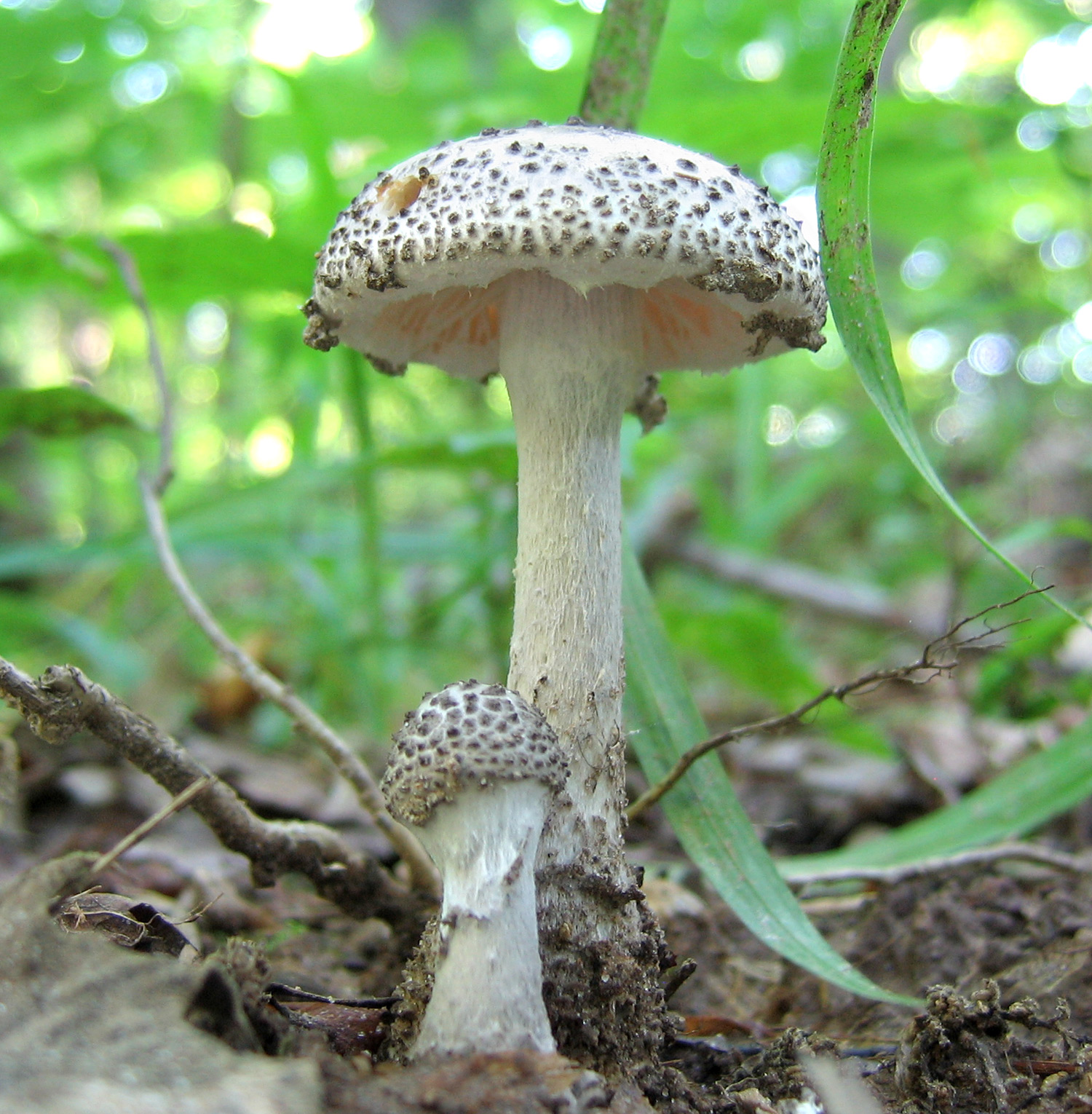
O cogumelo pode ser venenoso e seu consumo não é recomendado.

A comestibilidade de A. onusta é desconhecida, mas o cogumelo tem sido descrito como "possivelmente venenoso". Em geral, as espécies de Amanita devem ser evitadas para consumo devido à prevalência de espécies tóxicas deste gênero.

## Ecologia, habitat e distribuição
Como a grande maioria das espécies do gênero Amanita, A. onusta é uma espécie micorrízica, formando portanto uma associação simbiótica mutuamente benéfica com várias espécies de plantas. As ectomicorrizas garantem ao cogumelo compostos orgânicos importantes para a sua sobrevivência oriundos da fotossíntese do vegetal; em troca, a planta é beneficiada por um aumento da absorção de água e nutrientes graças às hifas do fungo. A existência dessa relação é um requisito fundamental para a sobrevivência e crescimento adequado de certas espécies de árvores, como alguns tipos de coníferas.
Os cogumelos de A. onusta crescem solitários ou espalhados pelo chão de florestas mistas de carvalhos, castanheiras e árvores do gênero Carya, do sul da Nova Inglaterra até o Texas. A espécie tem uma preferência por solos arenosos ou não-compactados. Seu alcance se estende ao norte até a Nova Escócia, no Canadá, e ao sul atinge o território mexicano.

## Bibligorafia
- Este artigo foi inicialmente traduzido, total ou parcialmente, do artigo da Wikipédia em inglês cujo título é «Amanita onusta», especificamente desta versão.
- Jenkins, DB (1986). Amanita of North America. Eureka, California: Mad River Press. ISBN 978-0-916422-55-4